# Dobroń (przystanek kolejowy)
Dobroń – przystanek kolejowy w Dobroniu, w powiecie pabianickim.

## Ruch pasażerski[1]
| Rok  | Wymiana pasażerska na dobę |
| ---- | -------------------------- |
| 2017 | 150-199                    |
| 2018 | 150-199                    |
| 2019 | 150-199                    |
| 2020 | 100-149                    |
| 2021 | 100-149                    |
| 2022 | 150-199                    |
| 2023 | 200-299                    |

## Połączenia
- Kalisz
- Leszno
- Łódź Kaliska
- Poznań Główny
- Sieradz